# 아빠는 홀로서기
《아빠는 홀로서기》는 1989년 4월 14일에 방영한 KBS 드라마게임이다.

## 줄거리
양계장을 하는 문태오는 바람을 피운 탓으로 지금은 아내와 별거중이다. 문태오의 큰딸 상주는 이 사실을 감춘 채 윤창민과 결혼한다. 그러나 그 뒤 이 사실이 상주의 시댁에 알려지자 상주는 파혼당한다. 상주는 문태오에게 충격적인 편지를 남기고 가출한다. 문태오는 상주의 행방을 찾아 나선다.

## 등장 인물

### 주요 인물
- 임동진 : 문태오 역
- 전양자 : 문태오의 아내 역

### 그 외 인물
- 양영준
- 장미자
- 최정훈 : 곽 상무 역
- 홍영자
- 이현두
- 윤성옥
- 서영진
- 이혜정
- 김영선
- 서정희

## 토론
- 진행자 : 김재원